# زمین‌لرزه ۱۹۹۲ فلوریس
زمین‌لرزه فلوریس  در تاریخ ۱۲ دسامبر ۱۹۹۲ میلادی، برابر با ‎۲۱ آذر ۱۳۷۱، ساعت ۵:۲۹:۲۶ به زمان یوتی‌سی در اندونزی، منطقه فلوریس رخ داد. ژرفای این زلزله ۳۳٫۱ کیلومتر بود، و بزرگی آن ۷٫۷ در مقیاس Mw اعلام شده‌است. زمین‌لرزه به وقت محلی در روز شنبه، ساعت ۱۳ روی داده و منطقه زمانی آن یوتی‌سی +۸ بوده‌است .
سازمان زمین‌شناسی آمریکا نیز رومرکز این زمین‌لرزه را در مختصات ۸°۲۸′۴۸″جنوبی ۱۲۱°۵۳′۴۶″شرقی / ۸٫۴۸°جنوبی ۱۲۱٫۸۹۶°شرقی و ژرفای آن را در ۲۷ کیلومتر گزارش کرده‌است. بزرگی برگزیدهٔ این سازمان از میان بزرگی‌های محاسبه‌شدهٔ مختلف ۷٫۸ در مقیاس Mw بوده و از دید اثر، در میان چهار دسته‌بندی «نامحسوس»، «محسوس»، «زیان‌آور» یا «با تلفات»، زلزله را «با تلفات» اعلام کرده‌است.۱۳۰ ساختمان و ۹۰ درصد Maumere در زمین‌لرزه خراب شده و ۵۰ تا ۸۰ درصد فلورس آسیب دیده یا خراب شده‌است.رانش زمین در آن به وجود آمده‌است.سونامی نیز در این زلزله گزارش شده‌است.
پروژهٔ «تنسور گشتاور مرکزوار» زاویه‌های (راستا، شیب، ریک) گسل سازندهٔ زمین‌لرزه و صفحه عمود بر آن را (°۸۰، °۴۰، °۹۵) یا (°۲۵۳، °۵۰، °۸۶) و نوع گسل را «معکوس» فرارسانده‌است.
شمار کشتگان زلزله حدود ۱۰۸۰ نفر بوده‌است.تعداد زخمیان ۲۱۴۴ نفر برآورده شده‌است.بی‌خانمان شدگان نیز ۹۰۰۰۰ نفر اعلام شده‌است.